# 율리야 바르수코바
율리야 블라디미로브나 바르수코바(러시아어: Ю́лия Влади́мировна Барсуко́ва, 1978년 12월 31일~)는 러시아의 전직 리듬 체조 선수이다. 2000년 하계 올림픽에서 개인종합 금메달을 획득했으며 1995년 세계 선수권 대회와 2000년 유럽 선수권 대회 개인종합 동메달을 획득했다.